# Süditalien

Der Mezzogiorno

Süditalien oder Unteritalien (italienisch Italia meridionale oder Sud Italia, auch Bassa Italia), oft Mezzogiorno genannt, ist der südliche Teil des italienischen Staats, meist beginnend mit der heutigen Region Abruzzen. Im weitesten Sinne umfasst die Bezeichnung den Südteil der Apenninhalbinsel sowie die Inseln Sizilien und Sardinien.

## WortursprungMezzogiorno
Der aus mezzo [mɛddzo] (Mitte) und giorno [dʒorno] (Tag) zusammengesetzte Begriff ist das italienische Wort für „Mittag“. Mit Mezzogiorno wird (nach dem Stand der Sonne) der Süden im Allgemeinen bezeichnet; davon abgeleitet bezeichnet das Wort in seinem häufigsten Gebrauch den Süden Italiens. Entsprechend wird auch der Begriff Le Midi (Mittag) für den Süden Frankreichs verwendet.
Der Begriff kam später nach der Annexion des bourbonischen Königreichs beider Sizilien zusammen mit den anderen italienischen Staaten und der anschließenden italienischen Vereinigung von 1861 in Mode.

## Bedeutung
Italien hatte sich in den 1950er Jahren dazu entschieden, den unterentwickelten Süden mit Transferzahlungen aus dem „reichen Norden“ und der Mitte Italiens zu unterstützen. Oft wird im Zuge der deutschen Wiedervereinigung und der folgenden Probleme des „Aufbau Ost“ auf das Beispiel Mezzogiorno verwiesen. 
2013 betrug das Bruttoinlandsprodukt des Südens (€ 17.416 pro Kopf) 42 % weniger als jenes des Nordens (€ 31.094 pro Kopf). Zwischen 2009 und 2012 ist das BIP im Süden um 3,8 % zurückgegangen, während italienweit der Rückgang nur 0,4 % betrug.

## Geografische Abgrenzung

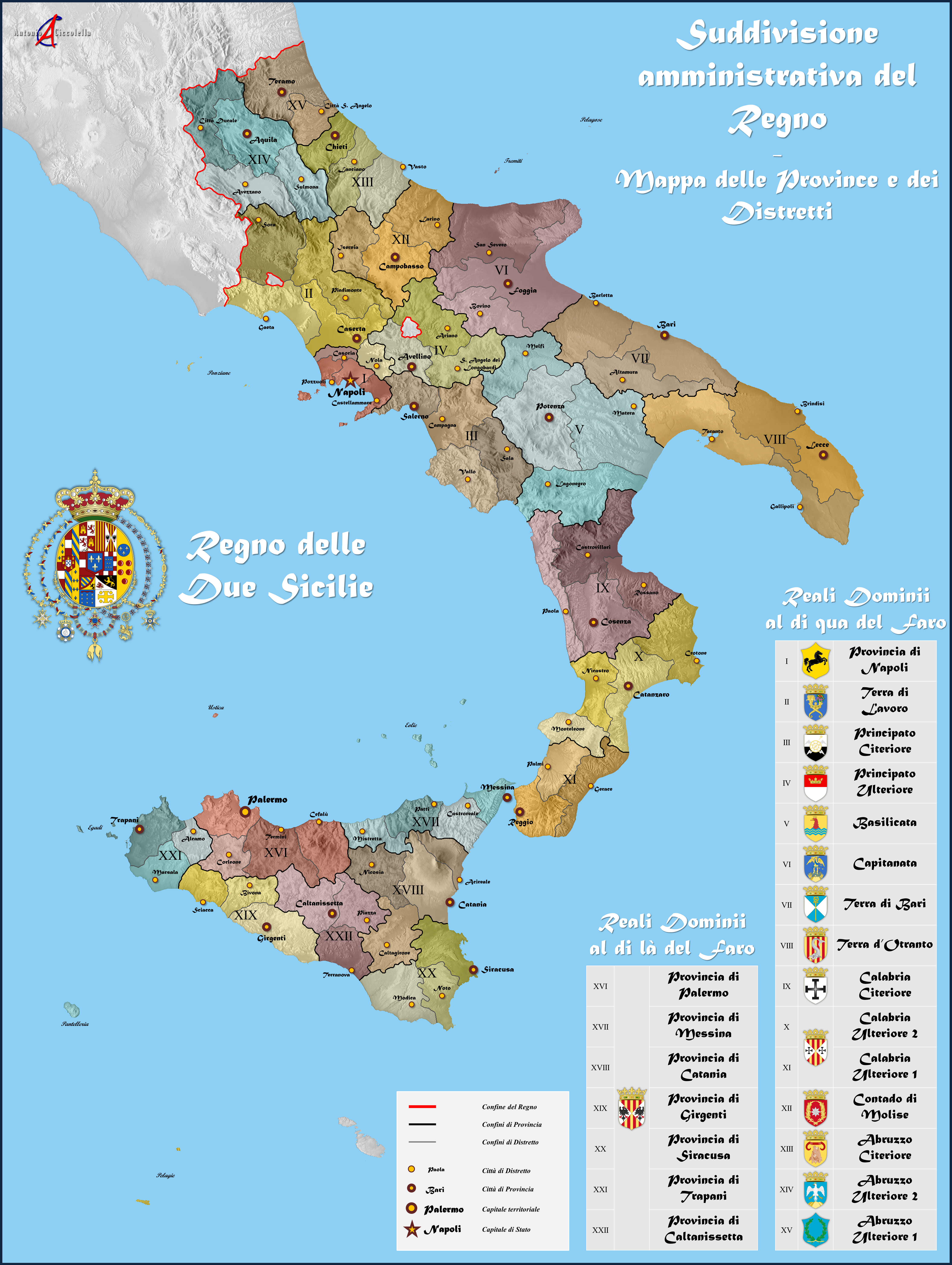
Das Königreich beider Sizilien

Süditalien besteht aus den heutigen italienischen Regionen, die vor der Einigung Italiens im Jahr 1861 zum Königreich beider Sizilien gehörten; dabei handelt es sich um die Regionen Abruzzen, Molise, Kampanien, Basilikata, Apulien, Kalabrien und Sizilien.
Obwohl die früher vom Haus Savoyen beherrschte Insel Sardinien kulturell und historisch von Süditalien abgegrenzt ist, wird die Region Sardinien aufgrund ähnlicher wirtschaftlicher Bedingungen auch unter dem Mezzogiorno subsumiert. Sardinien wird aus verwaltungstechnischen Gründen hin und wieder zu Mittelitalien gerechnet oder an die Region Latium angeschlossen (z. B. im italienischen Postleitsystem).
Die Region Abruzzen wird wirtschaftsgeografisch zu Mittelitalien gezählt, da die Wirtschaftsleistung der Region eher der der mittelitalienischen Regionen entspricht. Sie ist seit 2007 nicht mehr Ziel-1-Region der Europäischen Union. Die Region Abruzzen kann nach rein geografischen Kriterien Mittelitalien zugerechnet werden. In der Regel unterbleibt dies aus den genannten historischen Gründen.
Die Region Latium als Herzstück des ehemaligen Kirchenstaats gehört weder nach historischen, noch nach wirtschaftsgeografischen Kriterien zu Süditalien. Eine Ausnahme bilden die im Süden der Region gelegenen Provinzen Frosinone und Latina, die teilweise Teil des Königreichs beider Sizilien waren.
Für statistische Zwecke wird Italien gemäß der NUTS-Klassifizierung der Europäischen Union in fünf Makroregionen unterteilt. Die süditalienischen Regionen auf dem Festland bzw. der Apenninhalbinsel bilden die Makroregion „Süd“ (Sud), Sizilien und Sardinien die Makroregion der „Inseln“ (Isole, auch Italia insulare, deutsch „Inselitalien“).

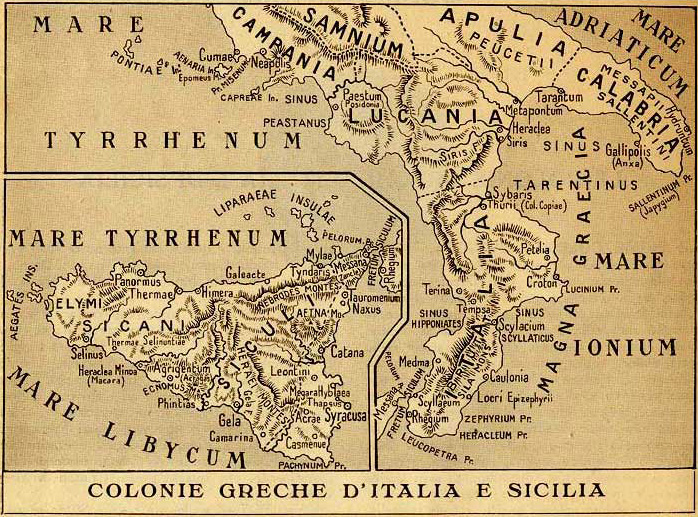
Griechische Kolonien in Süditalien
Antike griechische Städte in Süditalien
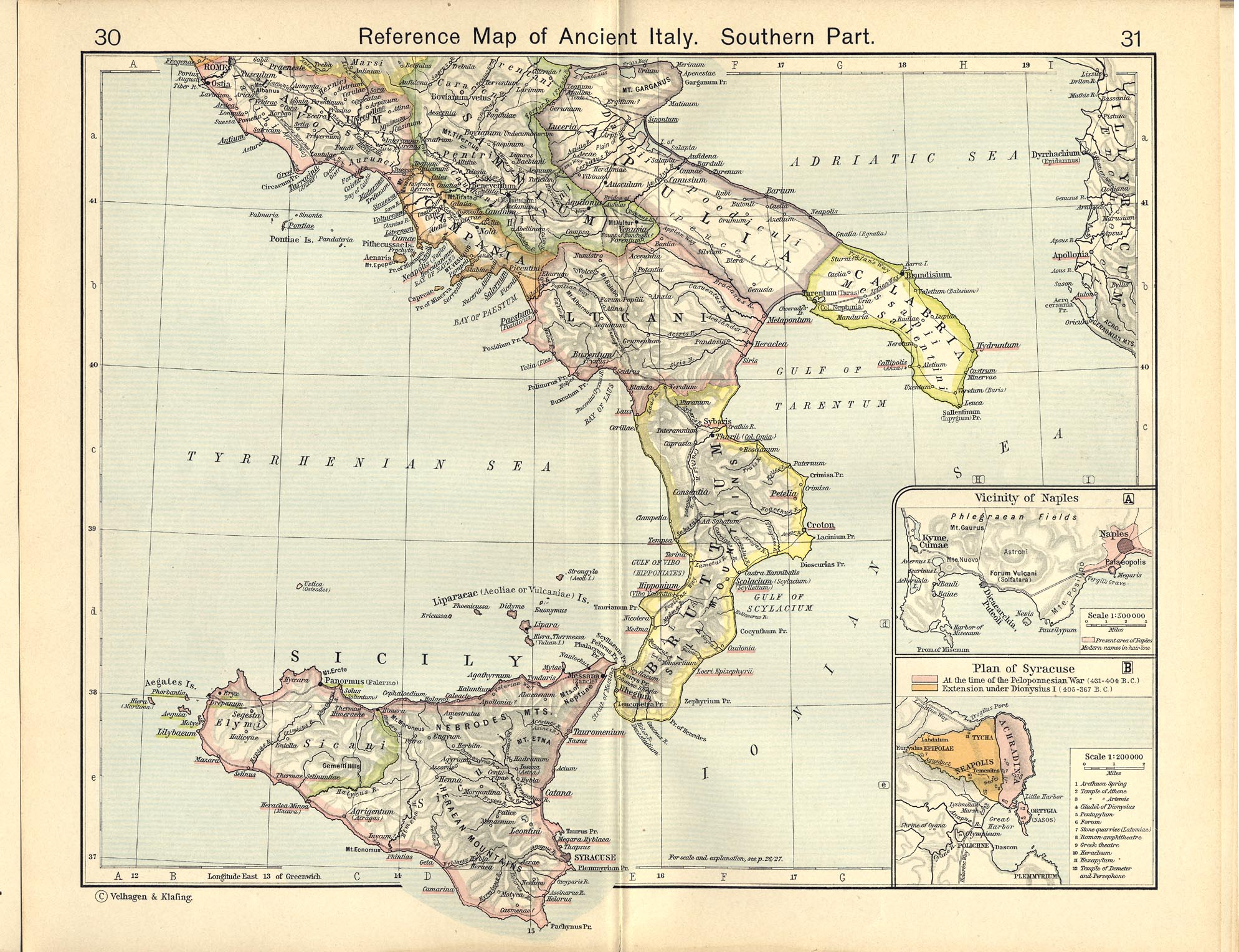
Süditalien unter Augustus
Süditalien 1112
Das Königreich Sizilien 1154
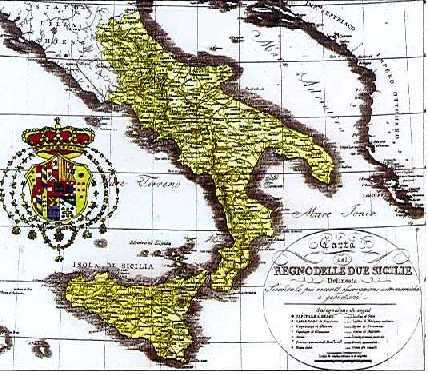
Das Königreich beider Sizilien
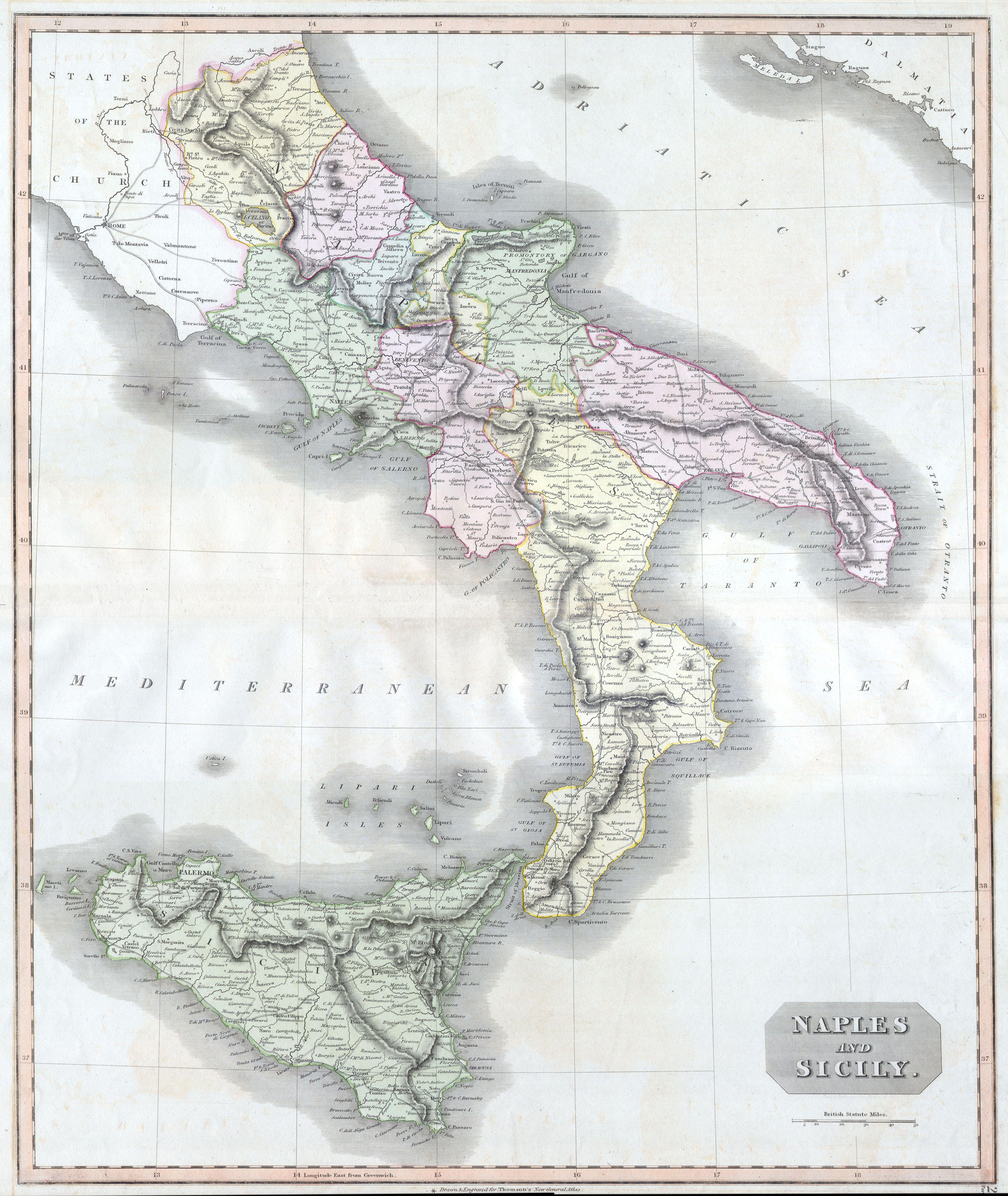
Süditalien 1814.
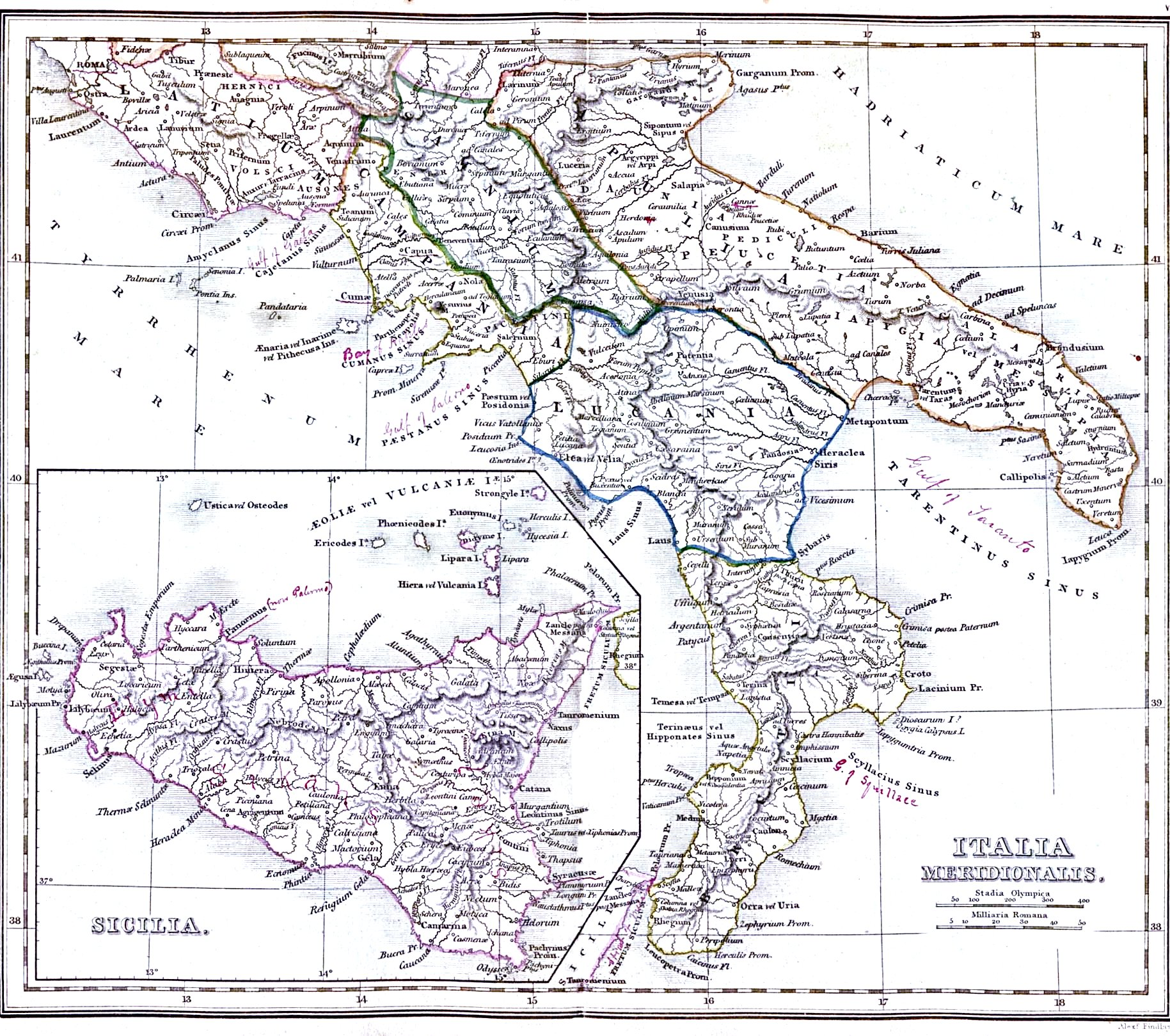
Süditalien 1849.
Provinze und Distrikte des Königreichs beider Sizilien
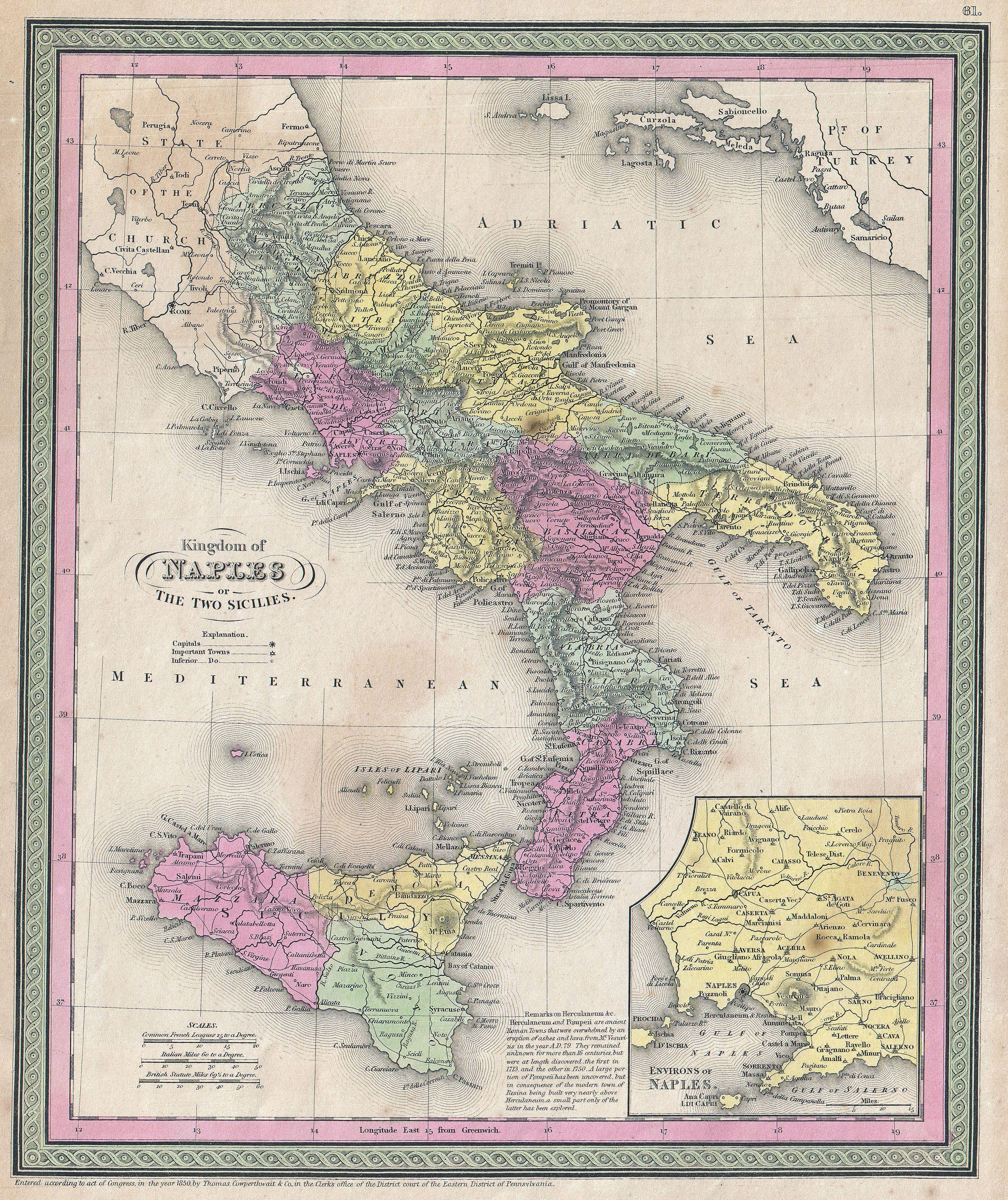
Detaillierte Landkarte des Königreichs beider Sizilien
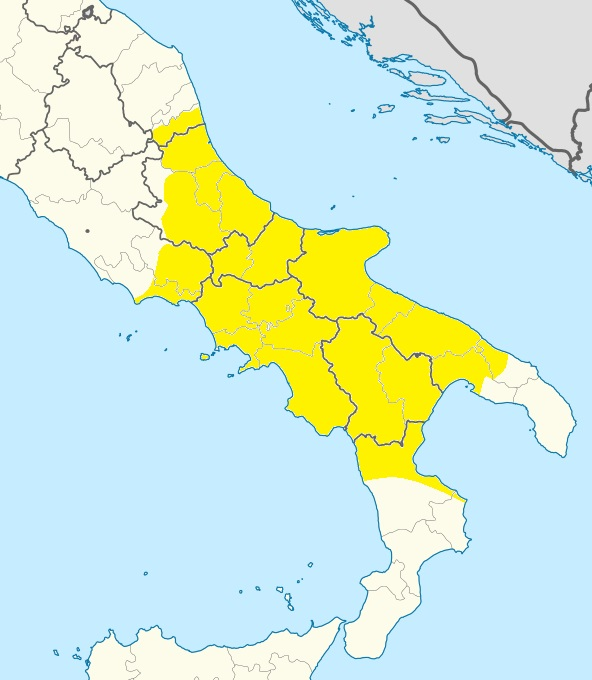
Die mittel- und süditalienischen Dialekte (dialetti italiani meridionali intermedi)
Die süditalienischen Dialekte des äußersten Südens (dialetti italiani meridionali estremi)

## Die dualistische Wirtschaftsstruktur Italiens

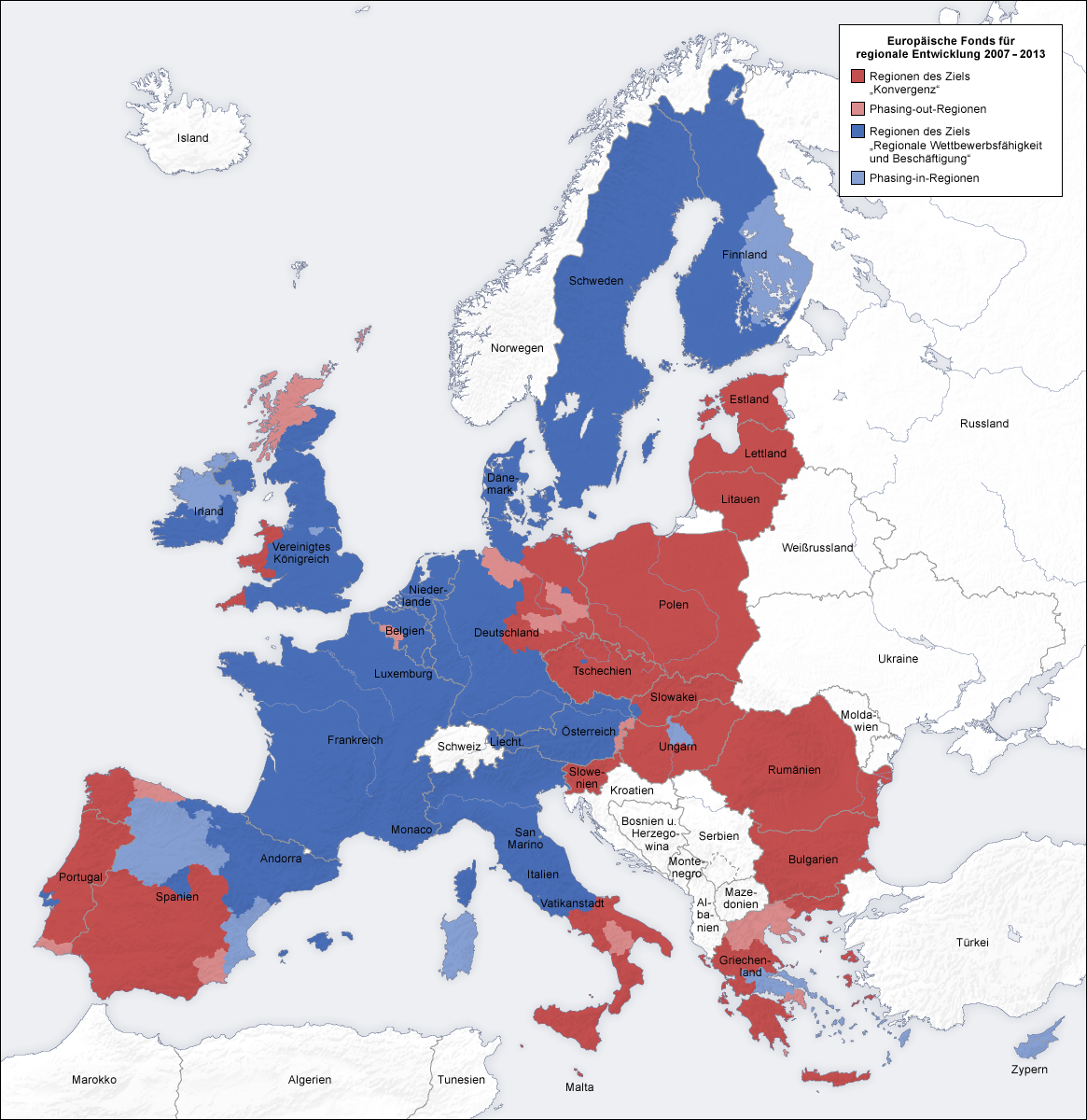
Ziel-1-Regionen der EU (2007–2013)

### Gründe für die Rückständigkeit des Südens
- Ausbeutung durch den Norden nach der italienischen Einigung 1861
- rentenkapitalistische Wirtschaftsweise / Latifundien
- agrarisch geprägt
- keine Rohstoffvorkommen
- keine Energiequellen
- Abseitslage vom europäischen Markt, periphere Lage
- schlecht ausgebaute Infrastruktur und Verkehrslage
- Organisierte Kriminalität verhindert freies Wirtschaftswachstum[9]

Häufigkeit der Erpressung der organisierten Kriminalität in Italien.

Diese Wandlung begann vor allem nach dem Zweiten Weltkrieg. Die rohstoffarme Gegend und die überwiegende Großgrundlandwirtschaft ließ damals viele junge Leute ins Ausland auswandern. Es gab nur einige wenige sog. Pull-Faktoren, die Push-Faktoren überwogen. Der damals einzige große Arbeitgeber in Süditalien war das Stahlwerk von Tarent, das zu Spitzenzeiten einige hundert Angestellte besaß. Das Stahlwerk wurde im Mezzogiorno platziert, um weitere Fabriken in den Süden zu locken. Diese Strategie schlug fehl und nach der weltweiten Stahlkrise wurden auch im Stahlwerk die Arbeiter auf knapp 100 reduziert.

### Maßnahmen gegen den Dualismus
- Gründung der Cassa per il Mezzogiorno
- Lenkung der Investitionen durch Subventionen
- Verbesserung / Ausbau der Infrastruktur
- Investitionszuschüsse aus öffentlichen Mitteln
- Förderung aus europäischen Strukturfonds seit 1958
- Ziel: bessere Produktionsbedingungen in Landwirtschaft und Industrie[10]

Die Maßnahmen lassen sich in vier Phasen gliedern.
In der ersten Phase (1950 bis 1956) konzentrierte man sich auf den Ausbau der Infrastruktur und bot Anreize durch finanzielle Vergünstigungen.
In der zweiten Phase (1957 bis 1964) erfolgte „gezielte Industrialisierung“, bei der man verschiedene Industriekerne und -gebiete auswies, und dort, ohne Berücksichtigung der vorhandenen Betriebsstruktur, staatliche Betriebe ansiedeln ließ. Private Firmen waren wegen der Nachteile des Südens nicht bereit sich dort anzusiedeln. Dies kann nicht als Erfolg verzeichnet werden, da diese Großbetriebe keinerlei Folgeansiedlungen nach sich zogen. Viele der niemals fertiggestellten Industrieanlagen wie das fünfte geplante große Stahlzentrum Italiens in Gioia Tauro sind seitdem als „Kathedralen in der Wüste“ (cattedrali nel deserto) bekannt.
Die dritte Phase (1965 bis 1970) ist auch als „geplante Industrialisierung“ bekannt. Hierbei wurden gleichartige kleine und mittelgroße Unternehmen dort angesiedelt, wo man vermutete, dass diesen weitere Betriebe folgen würden.
In der vierten Phase (1971 bis 1986) übernahm der EFRE (Europäischer Fonds für regionale Entwicklung) die Geldförderung des Mezzogiorno. Mit diesen Mitteln wurden Grundstoffindustrien aufgebaut. Man erhoffte sich dadurch die Ansiedlung von weiteren Betrieben. Diese blieb allerdings aus und, da mit dem Beitritt Spaniens und Portugals zur EU 1986 wirtschaftlich noch schwächere Gebiete beitraten, versiegten die Investitionen des EFRE.
Alle vier Phasen kann man somit heute als gescheitert ansehen, weil sich die wirtschaftliche Situation zwar anfangs verbesserte, aber dem geleisteten Aufwand nicht gerecht wurde und seitdem langsam wieder auf den vorherigen Stand zurückgefallen ist.
1992 wurde die Arbeit der Cassa per il Mezzogiorno eingestellt, und der italienische Staat begann mit einer allgemeinen Förderpolitik strukturschwacher Regionen, und zwar nicht ausschließlich im Süden. In Abstimmung mit der europäischen Förderpolitik werden heute Maßnahmen zur Unterstützung der lokalen Initiativen (patti territoriali) als besonders vielversprechend angesehen.
Die relative wirtschaftliche Schwäche Süditaliens kann als Ausgangspunkt der EU-Strukturförderung gesehen werden. Der ESF (Europäischer Sozialfonds) stützte seit 1958 Maßnahmen der Berufsbildung und berufsbedingten Migration. Die Förderung richtete sich besonders auf Süditalien als einziger Region innerhalb der damaligen europäischen Gemeinschaft, die eine hohe Arbeitslosenquote aufwies (im Vergleich zu minimalen Quoten in den übrigen europäischen Regionen).
Im Zeitraum von 2007 bis 2013 wurden aus EU-Strukturfonds und dem italienischen Staatshaushalt insgesamt 91 Milliarden Euro für die Region bereitgestellt. Von diesen finanziellen Mittel wurde nur 49,4 Milliarden Euro abgerufen. Auch die Verwendung dieses Geldes wurde viel kritisiert, da das Geld in viele kleinere Projekte in der Region, anstatt in wichtige und dringend notwendige Infrastrukturprojekte, investiert wurde.
Im Januar 2017 wurde von der Europäischen Investitionsbank (EIB) ein Fonds geschaffen, der Forschungsvorhaben mit hohem Technologiegrad in Süditalien fördern soll.